# 焼夷弾

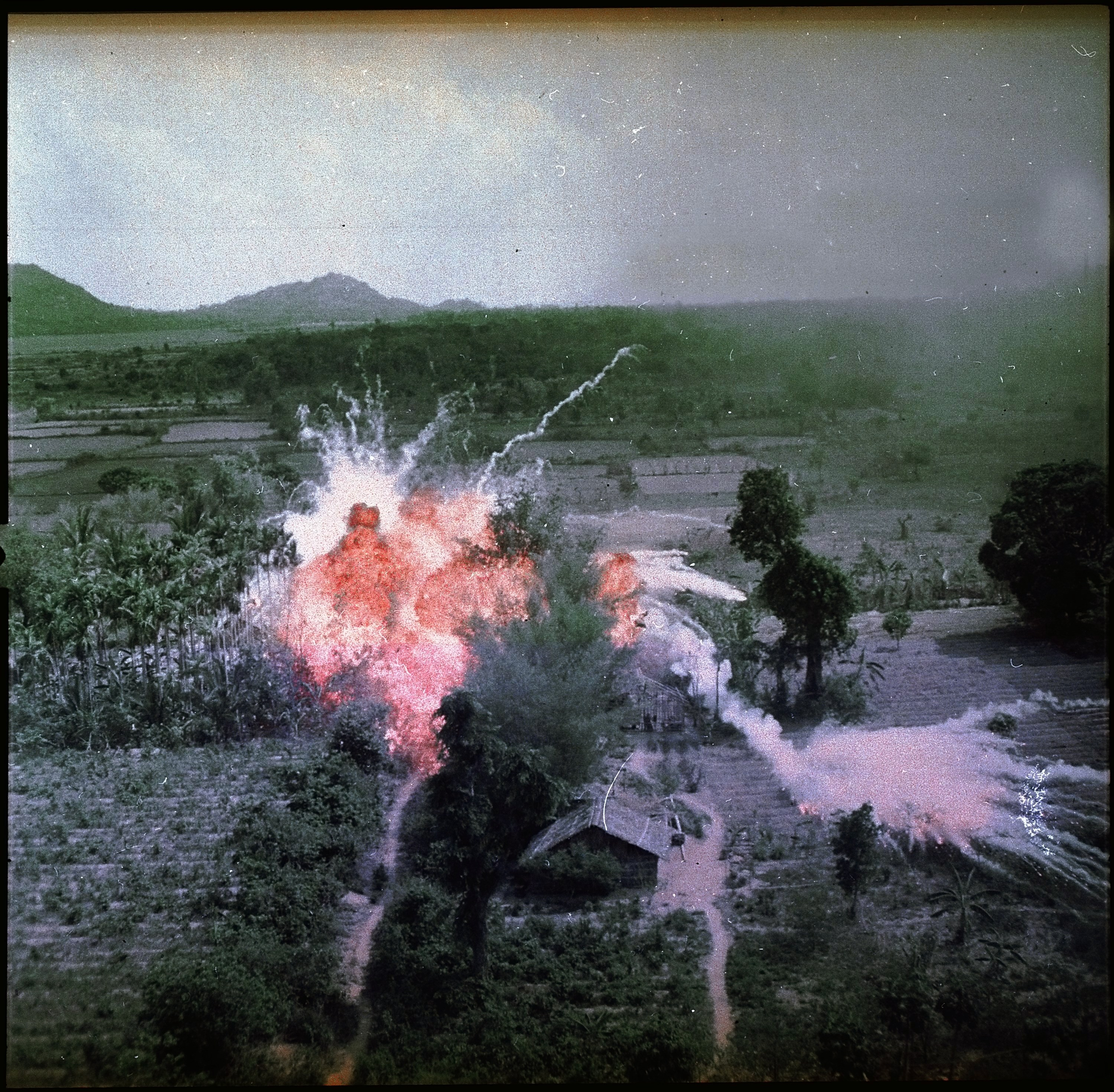
ベトナム戦争においてアメリカ軍が使用したナパーム弾の爆発（1965年）

焼夷弾（しょういだん）は、焼夷剤を装填した兵器である。
通常の銃砲弾・爆弾とは異なり、目標を爆発で破壊するのではなく、攻撃対象に着火させて焼き払うために使用する。そのため、発生する爆風や飛散する破片で対象物を破壊する爆弾と違い、焼夷弾は中に入っている燃料が燃焼することで、対象物を火災に追い込む。
このような、燃焼を利用する銃砲弾が全て焼夷弾ということではなく、同様の機構を持ちながらも目的の異なる、照明弾・曳光弾・発煙弾・ガス弾などもある。
日本への空襲で初めて焼夷弾が使われたのは、十・十空襲においてであった。

## 種類

### 焼夷剤の種類
焼夷剤の種類で分類される。
テルミット焼夷弾
テルミット反応を使う。
エレクトロン焼夷弾は、テルミットの燃焼によりさらにエレクトロン（マグネシウム合金）に点火する。第二次世界大戦の対独爆撃に多用された（日本へも若干用いられた）。
2022年からのウクライナ戦争でも、実態としてはラジコンの火炎放射攻撃だが、ウクライナ側が比較的大型のドローンコプターに装着したテルミット焼夷弾から噴き出す猛火でロシア軍の陣地や塹壕を空襲する映像がたびたび報じられている。
油脂焼夷弾
油脂を使う。化学的な意味での「油脂」だけでなく、ナフサ・重油などの石油製品（主成分は炭化水素）もこれに含まれる。
ナパーム弾は、ナフサに各種薬剤を混ぜた「ナパーム剤」を使う。太平洋戦争の対日爆撃でM69焼夷弾が、ベトナム戦争の北爆でナパームBが多用された。
黄燐焼夷弾
黄燐（白燐）の自然発火を使う。
主剤ではないが、エレクトロン焼夷弾や油脂焼夷弾の点火剤に、マグネシウムが使われることもある。

### その他の種類
火炎瓶
ガラス瓶に油脂を詰め、簡単な着火機構を装着して製造される簡易な焼夷弾。軍用としては主に第二次世界大戦期に対戦車兵器として使用された。
製造が容易なことから、暴動の際にも対人・対車両用武器としてしばしば使用される。ただし、単純にガラス瓶に油脂や燃料を入れて栓として詰めた布に着火して投擲する単純なものは、投擲後の着火の確実性が低く、使用者とその周囲にとっての危険性が高い割には有用性は低い。
焼玉式焼夷弾
近世・近代に使われた砲弾で、焼夷剤を使うのではなく、砲弾を赤熱させることで焼夷効果を起こす。
徹甲焼夷弾
徹甲弾と焼夷弾の機能を併せ持つ砲弾・銃弾。敵の装甲を貫いて、内部で燃焼し焼夷効果をもたらす。さらに榴弾の機能を加えた徹甲炸裂焼夷弾もある。

## 被害
火災
焼夷効果により火災が発生する。焼夷弾の大量使用により大火災が発生すると、酸欠や一酸化炭素中毒による窒息死も多発する。
焼夷剤による化学的な被害
焼夷剤の燃焼ガスや、燃え残った焼夷剤そのものが、化学的な被害をもたらす。特に黄燐焼夷弾は、気化したリンや、燃焼ガスの五酸化二リンが、広範囲に広がり皮膚や呼吸器を侵食する。

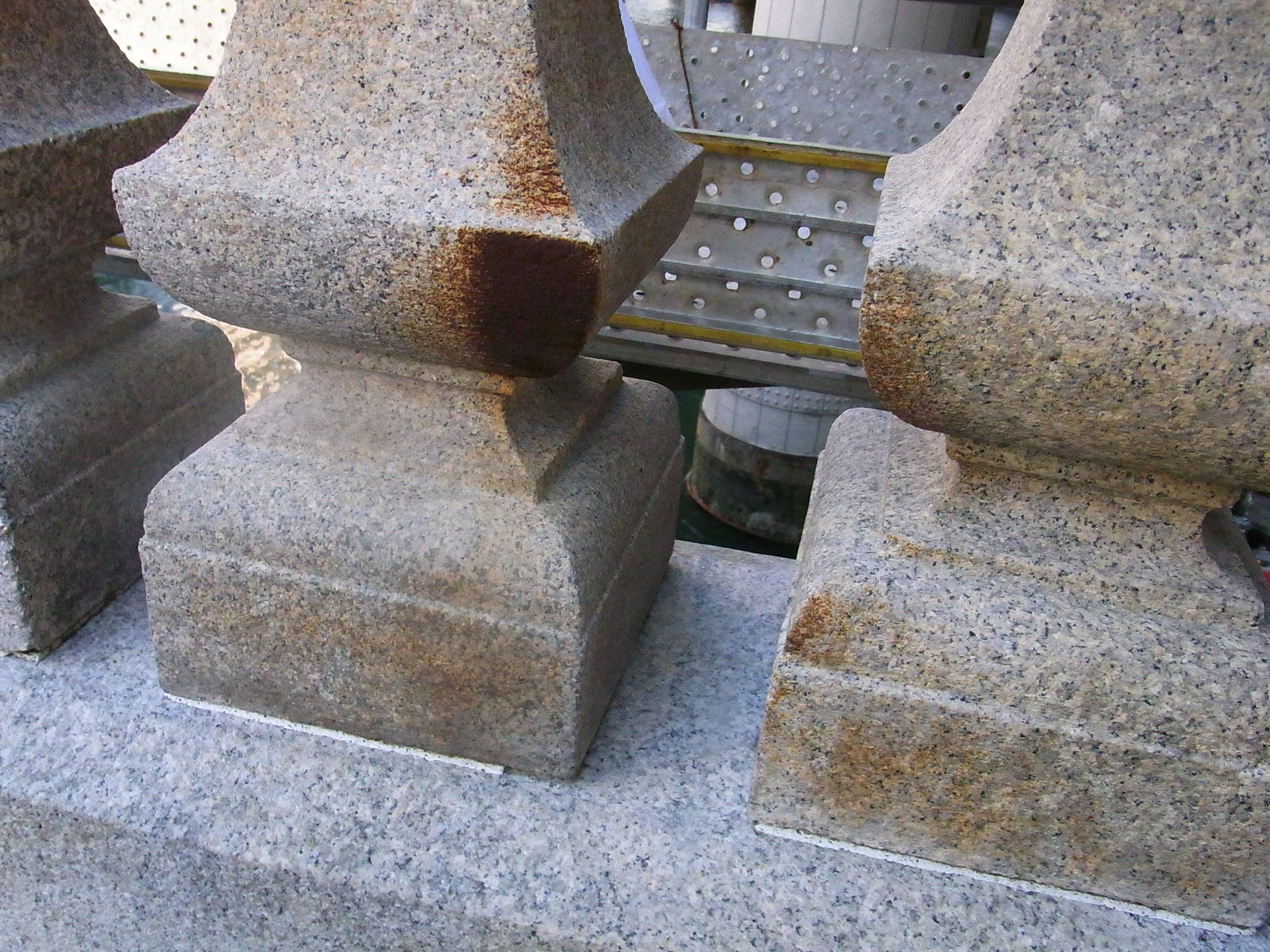
日本橋の欄干の焼夷弾跡（2010年12月10日撮影）
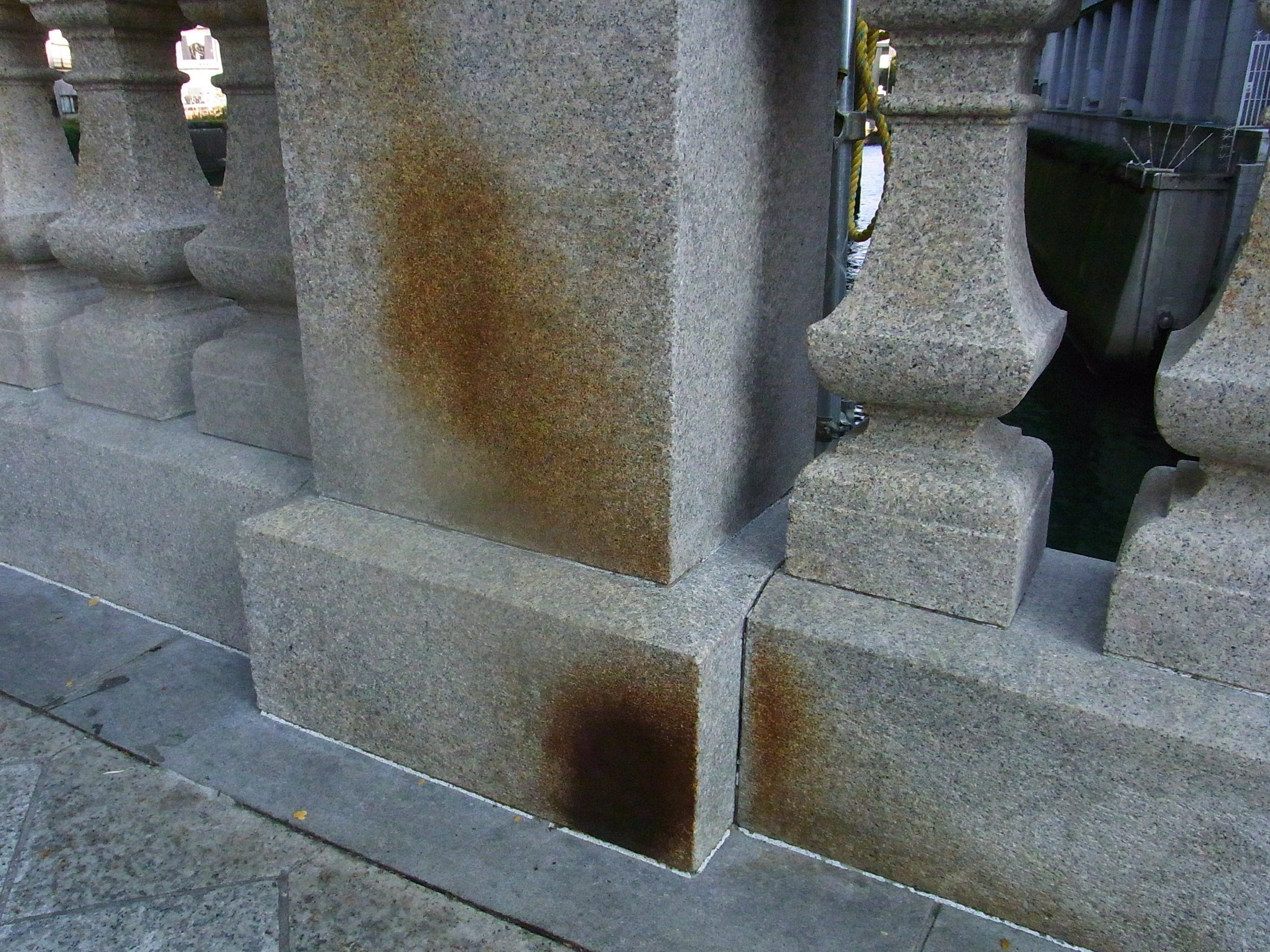
同左（2010年12月10日撮影）

### 人体への直撃による被害
焼夷弾は建造物などの目標を焼き払うための兵器であるが、子弾式（複数の焼夷弾を束ねてより大型の弾殻に収容し、投下後に分散して散布する方式（いわゆる「クラスター爆弾」）のものは小型の子弾が分離し大量に降り注ぐため、人体への直撃による即死の事例が多くの被災者の証言により伝えられている。
例えば戦争を題材にしたアニメ・映画では、落下した焼夷弾が家屋や地面に激突し大爆発を起こし燃え上がる描写が多く見られる。実際には家屋や地面だけではなく、避難民の頭上に大量に降り注ぎ、子供を背負った母親や、上空を見上げた人間の頭部・首筋・背中に突き刺さり即死、そのまま燃え上がるという凄惨な状況が多数発生していた。

## 不発弾事故
黄燐焼夷弾の不発弾が地中に埋まり、それを含んだ土や岩が掘り起こされたりなどして空気に触れ発火する、という事故が沖縄やフィリピンで起こり、新種の鉱物か、と騒がれたことがある。
日本でも、2008年9月24日に青森県青森市栄町二丁目の住宅新築工事現場で、ショベルカーで掘削作業をしていたところ、中から掘り当てられたM47六角焼夷弾の破片に残っていた黄燐が酸化し一時炎や煙が上がった。陸上自衛隊第9師団が出動して同日15時ごろ不発弾を回収した。

## 規制
特定通常兵器使用禁止制限条約の附属議定書3において、民間人や人口密集地付近の目標に対して使用することは禁止された。ただし、イスラエル、韓国、トルコなどは未締約である。

## 第二次世界大戦に投入されたアメリカ軍の焼夷弾
M47A2
4ポンド（約 1.8kg）のナパーム弾。外形は六角柱。6発ずつ束ねてT19集束機に搭載された。
M50
4ポンド（約 1.8kg）のテルミット・マグネシウム弾。外形は六角柱。110発を束ね、M17集束焼夷弾（公称重量500ポンド）として投下された。
M76
公称重量500ポンド、実重量約480ポンド（約 218kg）の、大型のナパーム・マグネシウム弾。

### M69

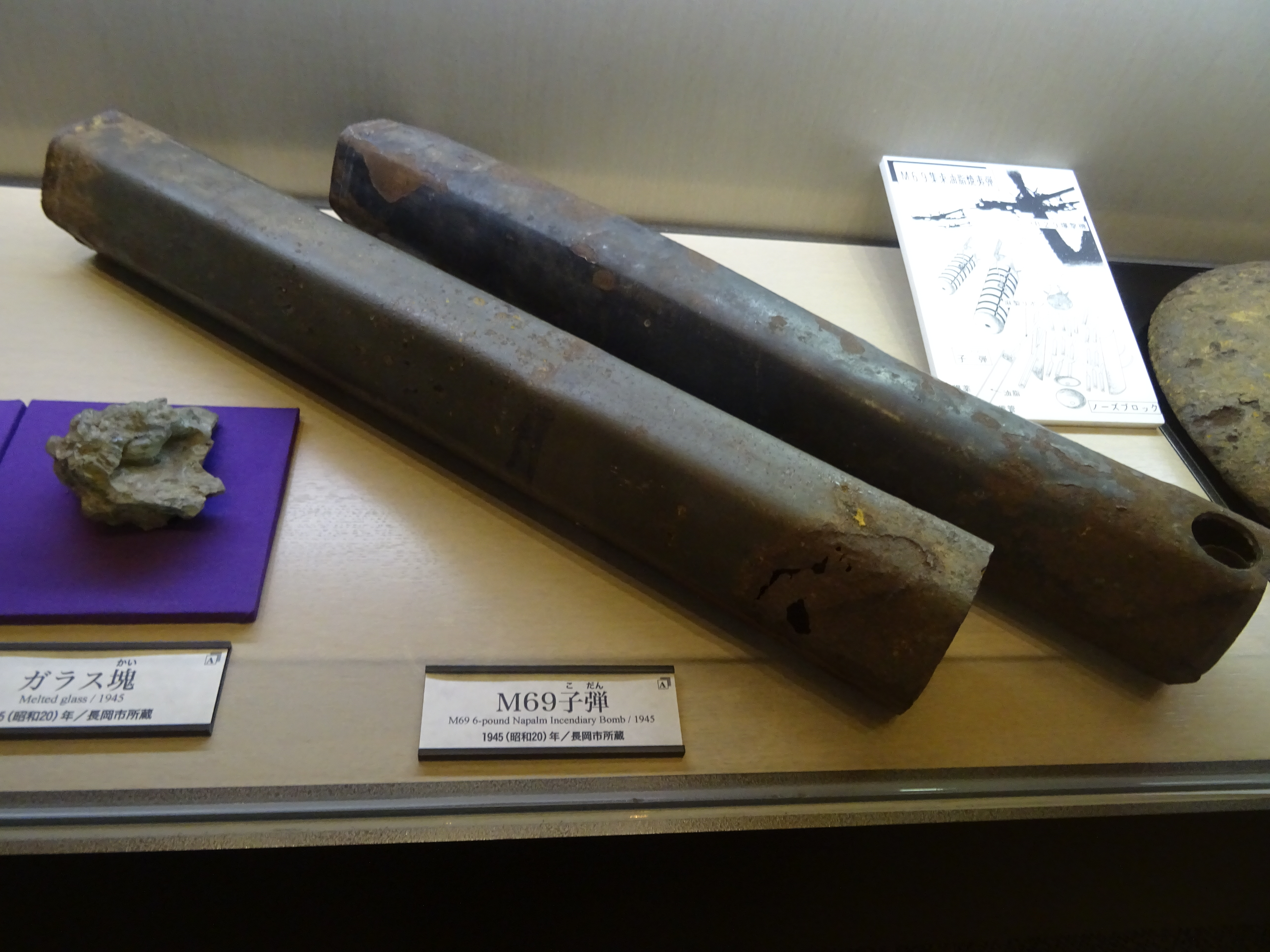
長岡空襲で使用されたM69子弾。新潟県立歴史博物館の展示。

6ポンド（約 2.7kg）のナパーム弾。外形は六角柱。
木造の日本家屋を効率よく焼き払うため、第二次世界大戦時に米軍が開発した焼夷弾。M69焼夷弾1発あたりの大きさは、直径8cm・全長50cm・重量2.4kg程度。
M69は単独では用いられず、1基当たり38発のM69を子弾として内蔵するクラスター爆弾（E28・E36・E46・E48集束焼夷弾、いずれも公称重量500ポンド）として投下された。投下後上空700m程度でこれらが分離し、一斉に地上へ降り注ぐ。

### M74
従来型に黄燐を入れ威力を高めた新型焼夷弾。
M74六角焼夷弾38本を束ねた「E48集束焼夷弾」として投下された。青森大空襲（1945年7月28日）が、その実験場となり83,000本ものM74六角焼夷弾が降り注ぎ東北地方最大の被害を青森市に与えた。米国戦略爆撃調査団は「M74は青森のような可燃性の都市に使用された場合有効な兵器である」と結論している。

### 「火の雨」に見える理由
焼夷弾の発火は、対象への激突後である。しかし『火垂るの墓』をはじめとする戦時中を題材にした映画などでは、焼夷弾が「火の雨」となって落下する描写がある（多くの空襲被災者の証言にも見られる）。そのため、空中で発火して焼夷剤に引火させると誤解されていることがある。しかしこのときの火は、焼夷剤によるものではない。
焼夷弾には、目標（木造家屋の瓦屋根など）への貫通力を高めるため、姿勢を垂直に保つ目的のストリーマーと呼ばれるリボン（青く細長い布）が取り付けられている。上空での分離時に使用されている火薬によって、このリボンに着火し、それがあたかも火の帯のようになり一斉に降り注ぎ、火の雨が降るように見えたと言われている。なお、親爆弾の開裂には爆薬を用いず、従ってストリーマーにも火がつくことはなく、風圧ではためくストリーマーに、地上の火災が反映して、「火の雨」に見えたのではないかと示唆する説もある。

### “モロトフのパン籠”

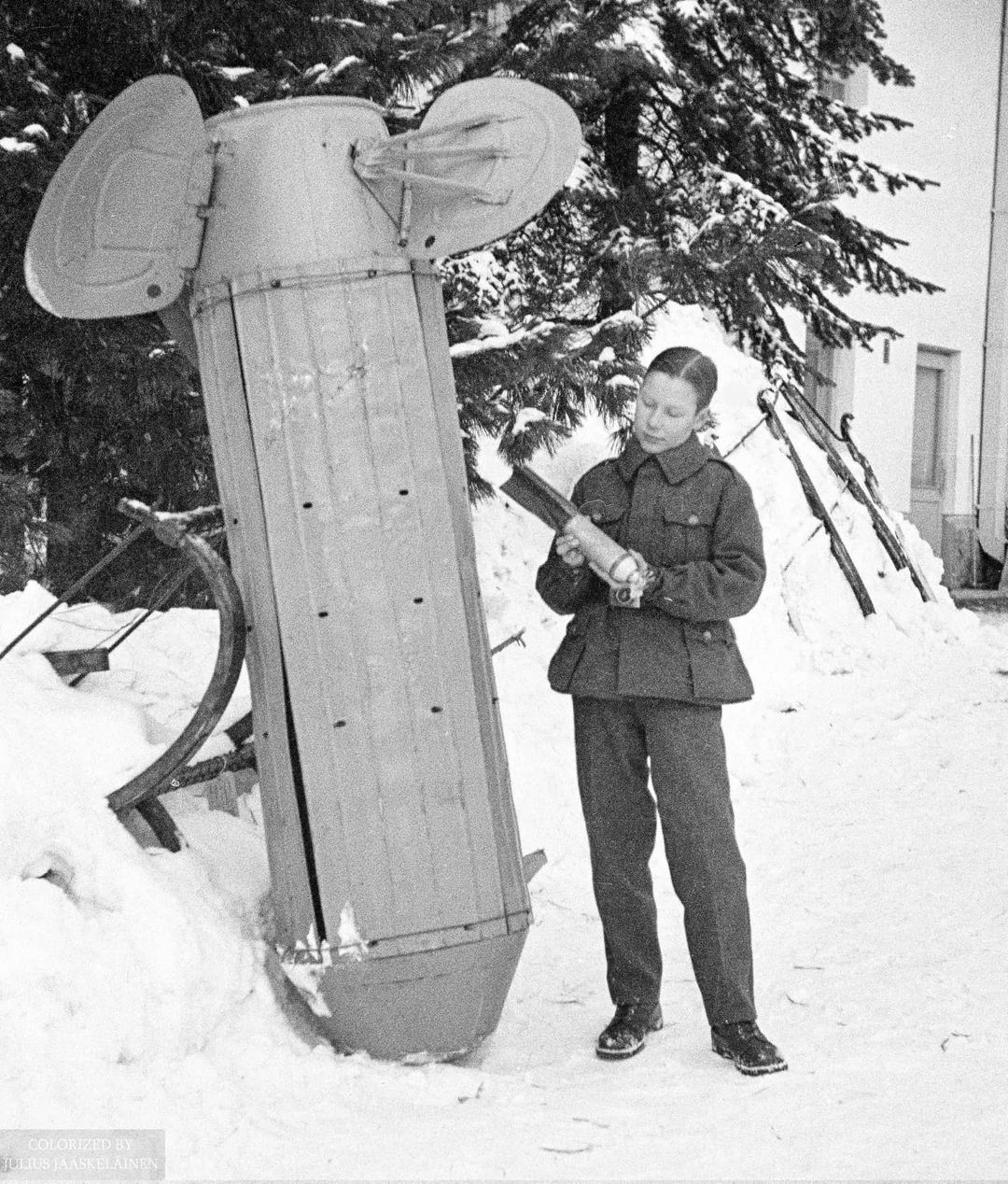
元祖“モロトフのパン籠”ことソ連製RRAB-3集束爆弾

E46収束焼夷弾には「モロトフのパン籠」という異名がついた。冬戦争（第一次ソ芬戦争）時のソ連の外務大臣、ヴャチェスラフ・モロトフは、フィンランド都市への空爆に対する非難に、「爆撃ではなく、（フィンランドの）人民にパンなどを投下している」と言い張ったとされ、その強弁に憤ったフィンランド国民はソ連の小型焼夷弾60発を収納するコンテナを"モロトフのパン籠"と皮肉り、フィンランド兵は"お返し"として対戦車用の火炎瓶を「モロトフに捧げるカクテル」と呼んだ。この逸話から"モロトフ・カクテル"が火炎瓶の代名詞に用いられるようになった。